# التمييع

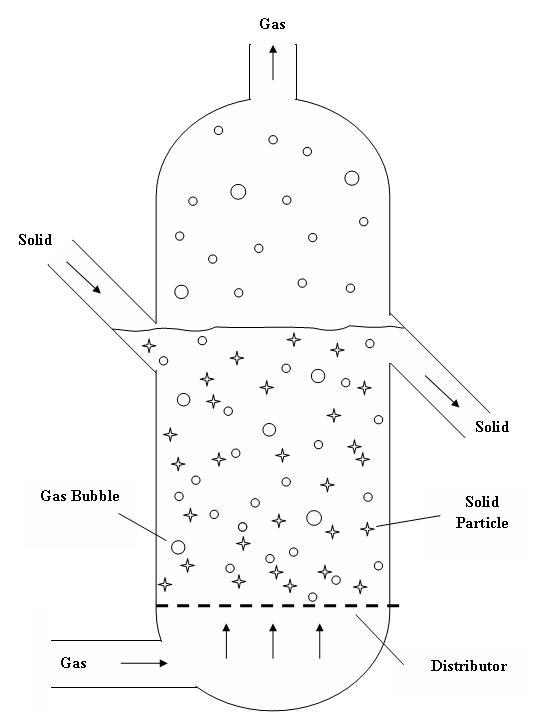
رسم تخطيطي لمفاعل الطبقة المميعة

التمييع كالإسالة حيث تحول المادة الحبيبية من حالة شبيهة بالحالة الصلبة إلى حالة تشبه الموائع. وتقع هذه العملية عند خلط المائع سائلا كان أو غازا بالمادة الحبيبية.